# Nicolau d'Etòlia
Nicolau d'Etòlia (en llatí Nicolaus, en grec antic Νικόλαος "Nikólaos") fou un general etoli al servei de Ptolemeu IV Filopàtor, rei d'Egipte.
L'any 218 aC assetjava Ptolemais que estava en poder del traïdor Teodot, revoltat contra Ptolemeu en favor d'Antíoc III el Gran, però es va haver de retirar quan el rei selèucida s'acostava. El mateix any va fer fracassar a Antíoc en el seu atac a Dura o Dora a Fenícia enviant constantment ajut als assetjats.
El 217 aC Ptolemeu li va donar el comandament suprem a Celesíria, un nomenament justificat, segons Polibi, pel seu valor i habilitat militar. Va ser expulsat per Antíoc d'una posició clau entre el Mont Líban i la mar propera a la ciutat de Porphyreon, i va haver de fugir cap a Sidó.
Sembla que després d'això, potser per temor al càstig del rei, va desertar al camp selèucida, ja que el seu nom apareix entre els generals selèucides en la campanya d'Hircània el 209 aC.